# 乌雷 (科罗拉多州)
乌雷（英語：Ouray），是美国科罗拉多州乌雷县下属的一座城市。建市于1884年3月24日，面积大约为0.881平方英里（2.282平方公里）。根据2010年美国人口普查，该市有人口1,000人。2011年估计该市有人口982人，相比2010年人口增长率为-1.80%。同时，论人口该市是科罗拉多州第144大城市。